# Davy Rouyard
Davy Rouyard (sinh ngày 17 tháng 8 năm 1999) là một cầu thủ bóng đá chuyên nghiệp người Guadeloupe hiện tại đang thi đấu ở vị trí thủ môn cho câu lạc bộ Bordeaux tại Ligue 2, và Đội tuyển bóng đá quốc gia Guadeloupe.

## Sự nghiệp thi đấu

### Bordeaux
Rouyard gia nhập học viện trẻ của Bordeaux vào năm 2014. Vào ngày 1 tháng 6 năm 2021, anh ký hợp đồng chuyên nghiệp đầu tiên với đội bóng, có thời hạn đến tháng 6 năm 2025. Anh có trận ra mắt chuyên nghiệp cho Bordeaux trong trận thua 3–0 tại Cúp bóng đá Pháp trước Brest vào ngày 2 tháng 1 năm 2022.

## Sự nghiệp quốc tế
Rouyard chọn thi đấu cho Đội tuyển bóng đá quốc gia Guadeloupe vào tháng 6 năm 2022.